# Filioara
Filioara – wieś w Rumunii, w okręgu Neamț, w gminie Agapia. W 2011 roku liczyła 913 mieszkańców.